# يلينا سيميتش
يلينا سيميتش مواليد 19 فبراير 1992 في جمهورية البوسنة والهرسك الاشتراكية، هي لاعبة كرة مضرب بوسنية وتحتل حالياً المرتبة 520 (16 نوفمبر 2015) في تصنيف رابطة محترفات كرة المضرب. أعلى تصنيف لها في الفردي كان 485. أعلى تصنيف لها في الزوجي كان 571.

## النهائيات

### الفردي (3–1)
| الحصيلة | الرقم | التاريخ       | الدورة              | الأرضية | المنافس         | النتيجة            |
| ------- | ----- | ------------- | ------------------- | ------- | --------------- | ------------------ |
| الفوز   | 1.    | 27 يوليو 2015 | تونس، تونس          | ترابية  | ماريا مارفاتينا | 1–6, 6–3, 6–4      |
| الفوز   | 2.    | 3 أغسطس 2015  | تونس، تونس          | ترابية  | باربرا بونيتش   | 6–2, 6–4           |
| الوصافة | 1.    | 10 أغسطس 2015 | تونس، تونس          | ترابية  | ديا هردجلاش     | 6–3, 6–7(6–8), 3–6 |
| الفوز   | 3.    | 9 نوفمبر 2015 | مرسى القنطاوي، تونس | صلبة    | إما برجيتش بوكو | 3–6, 6–1, 6–4      |

## روابط خارجية
- يلينا سيميتش على موقع رابطة محترفات التنس (الإنجليزية)
- يلينا سيميتش على موقع الاتحاد الدولي لكرة المضرب (الإنجليزية)
- يلينا سيميتش على موقع كأس بيلي جين كينغ (الإنجليزية)
- يلينا سيميتش على موقع خلاصة التنس.كوم (الإنجليزية)